# Li Xiaopeng (ginnasta)
Li Xiaopeng (李小鵬T, 李小鹏S, Lǐ XiǎopéngP; Changsha, 27 luglio 1981) è un ginnasta cinese, vincitore di quattro medaglie d'oro ai Giochi olimpici, nel concorso a squadre e nelle parallele sia a Sydney 2000 che a Pechino 2008.

## Palmarès
- Giochi olimpici estivi

Sydney 2000: oro nel concorso a squadre e nelle parallele.
Atene 2004: bronzo nelle parallele.
Pechino 2008: oro nel concorso a squadre e nelle parallele.
- Campionati mondiali di ginnastica artistica

1997 - Losanna: oro nel concorso a squadre, argento nelle parallele e bronzo nel corpo libero.
1999 - Tientsin: oro nel concorso a squadre e nel volteggio.
2002 - Debrecen: oro nel volteggio e nelle parallele.
2003 - Anaheim: oro nel concorso a squadre, nel volteggio e nelle parallele.
2005 - Stoccarda: argento nelle parallele.